# Diplacanthus
Diplacanthus (лат.) — вымерший род рыб из класса акантодов (Acanthodii), также известных как шипастые акулы, обитавших со среднего по поздний девонский период.

## Классификация

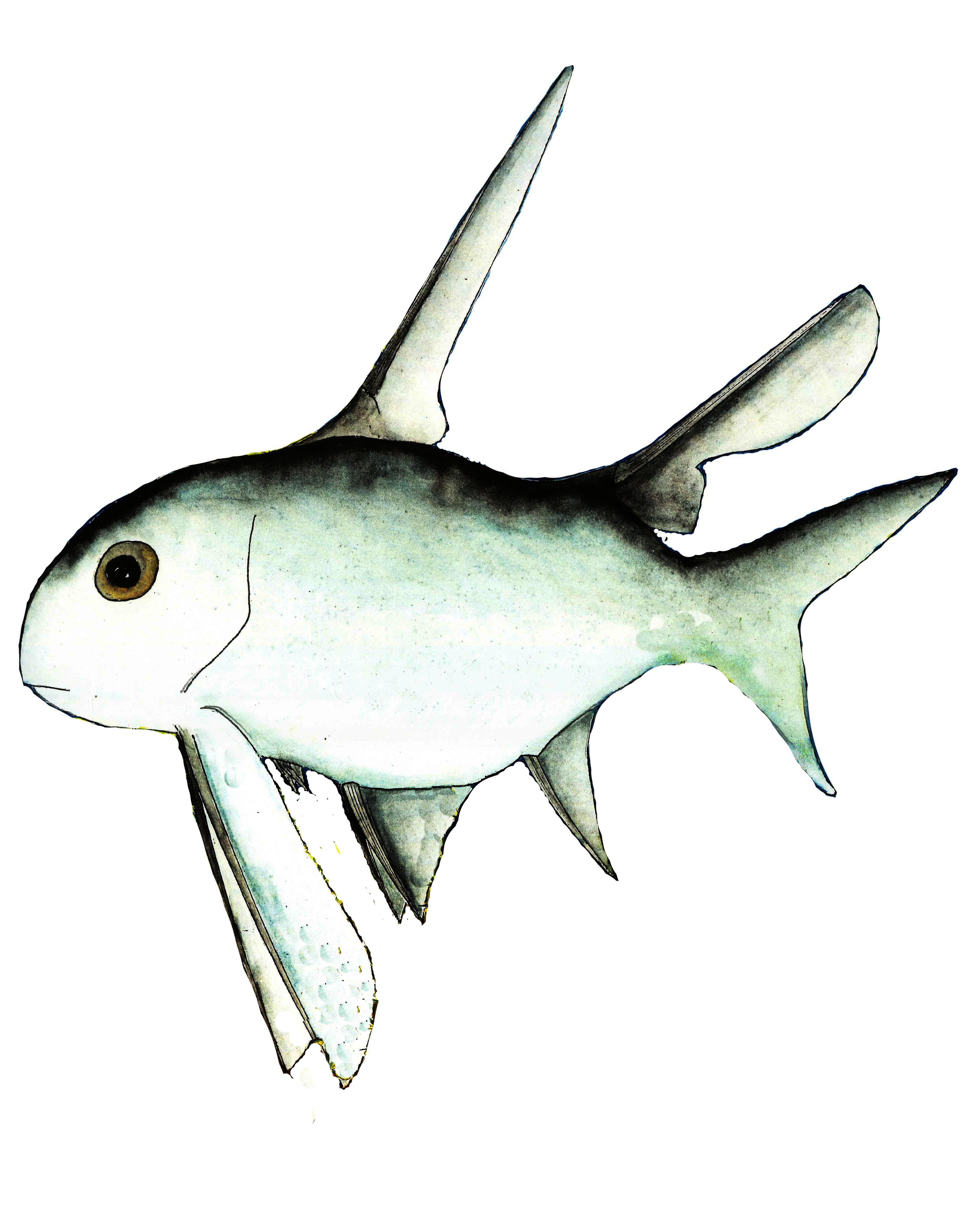
Реконструированный Diplacanthus acus

Род был назван Луи Агассисом в 1843 году. Первоначально Diplacanthus считался представителем отряда климатиеобразных (Climatiiformes), но позднее данный род выделили в отряд Diplacanthiformes, куда в числе прочих также относят Rhadinacanthus, Uraniacanthus и Culmacanthus. Diplacanthiformes были широко распространены в среднем и в начале позднего девона. Лучше всего представлены в среднем девоне: известны сочленённые окаменелости, плавниковые шипы и много чешуек, последние особенно часто находят в северной Европе.
В последнем исследовании рода Diplacanthus многие европейские виды признали синонимами ранних шотландских видов, и следующие двое тоже оказались пересмотрены. D. crassisimus имеет приоритет над D. striatus как название типового образца. Diplacanthus longispinus отнесён к Rhadinacanthus longispinus, куда также включили Diplacanthus horridus (Woodward, 1892) и Diplacanthus ellsi. Diplacanthus tenuistriatus и Diplacanthus kleesmentae, однако, остались валидными. Виды, найденные за пределами Лавруссии, такие как Diplacanthus acus из Южной Африки, в данном обзоре не рассматривались.

### Виды
- †D. acus Gess, 2001
- †D. crassisimus Duff, 1842 (типовой вид)
- †D. gravis? Valiukevičius, 1986
- †D. kleesmentae? Valiukevičius, 1988
- †D. poltnigi? Valiukevičius, 2003
- †D. solidus? Valiukevičius, 1986
- †D. tenuistriatus Traquair, 1844

Diplacanthus acus описан на основе почти полного отпечатка всего тела, обнаруженного в 1999 году, когда во время дорожный работ вскрылись лагерштетты фермы Ватерлоо в Южной Африке. Типовой образец Diplacanthus acus приблизительно 100 мм в длину и имеет исключительно длинные и тонкие ребристые шипы. Промежуточные шипы, наоборот, чрезвычайно редуцированы. Примечательно, что у него представлены полные очертания многих плавников.
Diplacanthus сильнее всего ассоциирован с отложениями, которые традиционно описываются как пресноводные. Однако отложения на ферме Ватерлоо интерпретированы как эстуариевые по происхождению, как и канадские лагерштетты Miguashaia, из которых описаны два вида Diplacanthus. Описание Diplacanthus acus является первым, в котором описан представитель семейства Diplacanthidae из фаменского яруса. Ранее считалось, что Diplacanthidae вымерли в конце франского яруса.